# Игре малих земаља Европе 1989.
3. Игре малих земаља Европе одржане су од 17. до 20. маја 1989. на Кипру. Организатори игара били су Атлетски савез малих земаља Европе (AASSE) и Кипарски олимпијски комитет. Церемонија отварања и затварања уприличена је на стадиону Макарио, а спортска такмичења су одржана у дворани Лефкотео. На Играма је учествовало 675 спортиста из 8 земаља, који су се такмичили у 8 спортова.

## Земље учеснице
1. Андора
2. Исланд
3. Кипар (домаћин)
4. Лихтенштајн
5. Луксембург
6. Малта
7. Монако
8. Сан Марино

## Спортови
| - Атлетика - Бициклизам - Кошарка - Одбојка |  | - Пливање - Стрељаштво - Тенис - Џудо |

## Биланс медаља
| Пласман | Земља       |    |    |    | Укупно |
| ------- | ----------- | -- | -- | -- | ------ |
| 1.      | Кипар       | 26 | 25 | 28 | 79     |
| 2.      | Исланд      | 21 | 20 | 9  | 50     |
| 3.      | Луксембург  | 12 | 16 | 18 | 46     |
| 4.      | Монако      | 5  | 7  | 9  | 21     |
| 5.      | Лихтенштајн | 5  | 2  | 7  | 14     |
| 6.      | Андора      | 3  | 1  | 4  | 8      |
| 7.      | Сан Марино  | 2  | 4  | 2  | 8      |
| 8.      | Малта       | 1  | 1  | 3  | 5      |
|         | Укупно {8}  | 75 | 76 | 80 | 231    |